# Dhuys-et-Morin-en-Brie
Dhuys-et-Morin-en-Brie es una comuna nueva francesa situada en el departamento de Aisne, de la región de Alta Francia.

## Historia
Fue creada el 1 de enero de 2016, en aplicación de una resolución del prefecto de Aisne de 10 de septiembre de 2015 con la unión de las comunas de Artonges, Fontenelle-en-Brie, La Celle-sous-Montmirail y Marchais-en-Brie, pasando a estar el ayuntamiento en la antigua comuna de Marchais-en-Brie.

## Demografía
| Gráfica de evolución demográfica de Dhuys-et-Morin-en-Brie entre 1800 y 2013 |
|                                                                              |

Los datos entre 1800 y 2013 son el resultado de sumar los parciales de las cuatro comunas que forman la nueva comuna de Dhuys-et-Morin-en-Brie, cuyos datos se han cogido de 1800 a 1999, para las comunas de Artonges, Fontenelle-en-Brie, La Celle-sous-Montmirail y Marchais-en-Brie de la página francesa EHESS/Cassini. Los demás datos se han cogido de la página del INSEE.

## Composición
| Comuna delegada          | Código INSEE | Población (2013) | Superficie (km²) | Densidad (hab./km²) |
| ------------------------ | ------------ | ---------------- | ---------------- | ------------------- |
| Artonges                 | 02026        | 196              | 13.12            | 15                  |
| Fontenelle-en-Brie       | 02325        | 229              | 8.47             | 27                  |
| La Celle-sous-Montmirail | 02147        | 116              | 5.67             | 20                  |
| Marchais-en-Brie         | 02458        | 295              | 12.78            | 23                  |